# Orde van de Rode Vlag van de Arbeid (Transkaukasische Socialistische Federatieve Sovjetrepubliek)
De Orde van de Rode Vlag van de Arbeid van de Transkaukasische Socialistische Federatieve Sovjetrepubliek was een in januari 1923 ingestelde onderscheiding die ongeveer 140 maal werd uitgereikt.
Deze socialistische orde had één enkele graad.
Het versiersel is in vergelijking met die van de andere in deze periode door de communisten ingestelde orden met veel details uitgevoerd.  Centraal staat  een rood geëmailleerde vlag met de tekst "Arbeiders aller landen verenigt u". Ook het aambeeld met hamer, de brandende toorts, een krans van eiken- en lauwerbladeren eindigend in een korenaar, de rode ster met hamer en sikkel en korenschoof en de letters "СФССР" zijn gedeeltelijk verguld of geëmailleerd. De achtergrond is wit geëmailleerd.
Dit medaillon werd op de borst gespeld. Symbolen van het communisme staan in de in die periode door de communisten ingestelde onderscheidingen centraal, Dat is ook het geval in dit versiersel dat verder sterk op de orden van de andere volksrepublieken leek. Het ontwerp is modern en breekt volledig met de op het kruis gebaseerde vormentaal van de oudere Russische onderscheidingen.